# Lavina music
«Lavina music» — український рекординговий лейбл музичного холдингу «Lavina», член Міжнародної федерації фонографічної індустрії (IFPI). Займається створенням та продюсуванням музичних проєктів, а також видає релізи популярних українських гуртів та виконавців. Наразі співпрацює з Гайтаною, Альоною Вінницькою, Trach, «Друга ріка», «LETAY», «5'nizza».

## Діяльність лейблу

### 2000 рік
Робота Lavina Music розпочалася саме зі співпраці з українськими артистами, хоча тоді значно вигіднішим було продавати альбоми зарубіжних виконавців. Першими релізами були альбом Ані Лорак «www.anilorak.com» та live-альбом Олега Скрипки «Інколи in Kiev». У 2000-му році виходить альбом «Хвилі амура» гурту ВВ, перевидання альбомів гурту Брати Гадюкіни.
Загалом, 2000 рік — це час побудови схеми роботи лейблу, визначення департаментів, необхідних не тільки для видання продукції, але й популяризації артистів.
З метою порівняння вітчизняного продукту із закордонним, відбуваються перші поїздки на міжнародні виставки, семінари. Зокрема — відвідання міжнародної музичної виставки в Каннах, налагодження бізнес-стосунків з партнерами у Франції, Німеччині, Англії, Швеції.

### 2001 рік
Lavina Music починає налагоджувати контакти з зарубіжними компаніями, купувати ліцензії на їхній продукт. Цього року розпочався офіційний відлік існування лейблу. Видання в Україні альбому гурту стало першим прецедентом, коли гурт, що видається у всьому світі мейджор-компанією, передав права для продажу в Україні безпосередньо національному лейблу, а не за стандартною схемою, через Росію.
Головна подія 2001 року — альбом Ані Лорак «Там, де ти є», що став дуже важливим кроком вперед для розвитку національного рекордингового бізнесу, та й українського шоу-бізнесу в цілому. Вперше кількість проданих ліцензійних дисків сягнула неймовірної на той час позначки — 50 000 екземплярів. Lavina Music вручає Ані Лорак перший «Золотий Диск».

### 2002 рік
Починаючи з 2002-го року Lavina Music міняє релізний план у напрямку виключно українських артистів. Знакова подія року — вихід альбому гурту ВВ «Файно». Це перший прецедент співпродюсування альбому лейблом. Фінальна стадія запису відбувалася у Парижі на Capital Studios Paris (одним із саунд-продюсерів альбому став відомий американський продюсер Джон Аттак, який співпрацював із Джо Кокером, Міком Джагером, та іншими світовими зірками). Презентувати альбом вирішили теж нестандартно: окрім великої рекламної кампанії, було проведено масштабну шоу-презентацією у столичному Палаці Спорту. На підготовку до шоу пішло півроку.

### 2003 рік
Lavina Music розширює горизонти, виходячи на ринок вже не тільки як компанія звукозапису, а і як продюсерський центр. Робота з артистом набуває нової схеми: це повний цикл, що складається зі створення, розкрутки та продажу альбому. Вперше Lavina Music починає повністю продюсувати артиста: мова йде про Гайтану. Цього ж року виходить її дебютний альбом «О тебе». Робота йде активно — це зйомки кліпів, організація концертів тощо.
Дуже важливою подією стає вихід альбому Океану Ельзи «Суперсиметрія», який вперше в Україні набуває статусу «платинового» диску за обсягами продажів — 100 000 екземплярів. Вперше в Україні альбом супроводжується великим концертним туром гурту сорока двома містами України, що дуже сприяє успіху продажів. Стає очевидним, що завдяки високій якості, український продукт може бути суперуспішним.
Інші релізи 2003-го року також без перебільшення стали серйозними та гучними подіями в українському музичному житті. Це альбом екзотичної Ассії Ахат «Шоколад», потужний альбом популярного гурту Друга Ріка «Два», ліричний альбом гурту Скрябін «Натура» з новим звучанням, та ще один альбом Океану Ельзи — концертний виступ, записаний в студії каналу М1, у програмі «Твій формат», який також здобув статус «платинового».

### 2004 рік
Lavina Music продовжує розширення діяльності щодо продюсування артистів, особливо у бік концертної діяльності.
Виходить альбом Ані Лорак «Ані Лорак», що отримує статус «золотого» диску, тим самим підтверджуючи, що участь лейблу у створенні матеріалу і повний цикл роботи з артистом приводить до успішніших результатів, ніж просто купівля ліцензії. Lavina Music продюсує пісню «Мрій про мене», а також кліп режисера Віктора Придувалова.
Гурти ближнього зарубіжжя починають співпрацювати з Україною напряму. Таким прецедентом стає альбом гурту Ляпіс Трубецкой «Золотые Яйцы».
Дуже успішним стає також альбом гурту Скрябін під назвою «Альбом», в якому зібрано найкращі пісні гурту за 15-річний період. Інший мегапотужний рок-гурт — Грін Грей — видає альбом «Метаморфоза», а Олег Скрипка знову радує прихильників сольним альбомом «Відрада».

### 2005 рік
2005 рік багатий цікавими релізами, серед яких Ассія Ахат «Душа Болела», Скрябін «Танго», Гайтана «Слідом за тобою», Друга Ріка «Рекорди», Океан Ельзи «Глорія», Ані Лорак «Smile», Esthetic Education «Leave Us Alone, Machine» (maxi single), Віталій Козловський «Холодная ночь».
Це рік медіапрориву продюсерського проєкту Lavina Music — Гайтани; виходить її другий альбом «Слідом за тобою». Відзнято три кліпи, що потрапляють у гарячі телевізійні ротації.
Дебютний альбом Віталія Козловського стає «золотим» у рекордно короткі строки — за один місяць. До речі, це перший випадок, коли дебютний альбом набуває такого чималого успіху.
Але це ще не всі рекорди: альбом Океану Ельзи «Глорія» стає «платиновим» за один день — день релізу.
Цього ж року Ані Лорак видає англомовний альбом «Smile», у створенні якого задіяні американські автори і саунд-продюсери. Незважаючи на англомовність, диск дістає позначки «золотого». Lavina Music знову продюсує кліп співачки, цього разу на пісню «A little shot of love» режисера Алана Бадоєва.
Активно продовжує розвиватись концертна діяльність компанії, створюється окремий департамент — Lavina Concert. Lavina Concert функціонує як агенція, що організовує концерти різних масштабів і напрямків.

### 2006 рік
Lavina Music презентує свій другий продюсерський проєкт — гурт С.К.А.Й. Назва дебютного альбому «Те, що треба». Хіти з альбому одразу потрапляють до радійних плейлістів, кліпи не зникають з ефірів телеканалів. Lavina Music продовжує оновлювати каталог артистів: до зіркової когорти приєднується Альона Вінницька з альбомом «Куклы». Також, підписано контракт з однією із найуспішніших молодих співачок України — Тіною Кароль, що представляла Україну на пісенному конкурсі «Євробачення 2006». Не дивно, що її дебютний альбом «Show me your love» набуває статусу «золотого».
Також, «золотими» стають альбоми «Нерозгадані сни» Віталія Козловського та «Розкажи» Ані Лорак.
Продовжується робота з Гайтаною, видано новий сингл «Два вікна» та відео на цю пісню, що зрежисоване Аланом Бадоєвим. Гайтана розпочинає роботу над новим альбомом із новим саундом, який цього разу буде розроблено у співпраці з американським саунд-продюсером. У 2006 році  Lavina Music видає дебютний альбом «Зайві слова» рок-гурту Platina та знімає два відеокліпи на пісні «Білет-кіно» та «Зайві слова».
Цього ж року Lavina Music отримує престижну всеукраїнську нагороду ShowBiz Award у номінації «Найкращий лейбл року».
Гучною подією у світі українського шоу бізнесу стало святкування ювілею Lavina Music. У 2006 році музичному холдингу виповнилося 5 років. Поздоровити найбільший в Україні лейбл завітали такі відомі українські виконавці як Ані Лорак, С.К.А.Й., Ассія Ахат, гурт Esthetic Education, співачка Гайтана, Віталій Козловський та інші зірки вітчизняного шоу-бізнесу.
Lavina Music не зупиняється на своїх досягненнях і наприкінці року стає організатором міжнародного проєкту «Музика Врятує Світ», концепція якого спрямована на об'єднання культурно-музичних традицій народів Східної Європи. Першим етапом проєкту «Музика врятує світ» став великий концерт у Палаці Спорту, що відбувся за участю топових українських зірок, цього вечора своєю музикою єднали Олег Скрипка та гурт ВВ, Ані Лорак, Гайтана, Тіна Кароль, Віталій Козловський, гурти С.К.А.Й. та Друга Ріка.

### 2007 рік
Сингл Гайтани «Шаленій» вразив слухачів настільки, що пісня очолювала національні хіт-паради впродовж 9-ти місяців. Наприкінці року завдяки активній співпраці Гайтани і Lavina Music відбувається ще один реліз співачки — альбом «Капли дождя».
Також у 2007-му на лейблі Lavina Music виходить альбом гурту С.К.А.Й. з назвою «Планета С. К. А. Й.». Ця платівка принесла гурту та його фронтмену Олегу Собчуку відразу декілька нагород — «найкращий рок-гурт» та «найкращий рок-виконавець».
Продовжується активна робота над проєктом «Музика врятує світ». У липні цього ж року ідейний натхненник проєкту Lavina Music Майкл Нарада Уолден прилетів у столицю України, щоб записати гімн проєкту. Звичайно ж, його музою була Гайтана, дівчина-янгол, як постійно називав її Майкл. Разом з українською співачкою Майкл Уолден, співак та композитор, один з найкращих світових продюсерів, створюють гімн «Music will save the world».
Компанія Lavina Music продовжує працювати з Ані Лорак, цього року результатом плідної співпраці став випуск нового альбому «15». За підтримки музичного холдингу організовується Всеукраїнський тур співачки містами країни. В завершення туру відбулося шоу світового рівня. Ані Лорак дала сольний концерт на головній сцені країни, у Палаці «Україна».

### 2008 рік
Проривом 2008 року став новий альбом «Тайные желания». Це вже третя студійна платівка співачки Гайтани, що, як і всі її попередні роботи, випущена компанією Lavina Music. Нова збірка стала для артистки знаковою, альбом «Тайные желания» став «золотим» диском з огляду на кількість проданих примірників.
Крокуючи у ногу з часом, Lavina Music вирішує розширити свій каталог, звернувши увагу на клубну та електронну музику. Виходять альбоми незвичного електронного проєкту Gorchitza Live Project «Highlights», «Neytrino» та гурту Tomato Jaws «One secret».
У квітні 2008 року Едуард Клім стає радником з творчих питань заслуженої артистки України Ані Лорак, яка представлятиме Україну на пісенному конкурсі «Євробачення 2008».
Влітку 2008-го року Гайтана представила Україну у міжнародному музичному проєкті «Global One». Тоді співачка записала головну пісню проєкту «Lately» двома мовами: англійською та українською. Слова для україномовного варіанту написала сама Гайтана.
Цього ж року Едуард Клім, музичний продюсер, засновник та генеральний директор холдингу Lavina Music, стає продюсером ще двох проєктів — співака Романа Полонського, а також неординарного гурту KAMON!!!.
Чудовим та світлим закінченням року стає вихід альбому Гайтани та «дітей світла». Саме так співачка назвала талановитих дітей, що разом з нею брали участь у створенні альбому з кумедною назвою «Кукабарра».

### 2009 рік
Навесні 2009-го відбулася Церемонія нагородження «Люда року 2009» за версією чоловічого журналу EGO. В номінації «Найкращий продюсер» переміг Едуард Клім засновник та генеральний директор холдингу Lavina.
20 квітня 2009 року відбувся світовий реліз нової пісні Гайтани «Нещодавно». Весь світ вже сьогодні слухає пісню «Lately» («Нещодавно») у виконанні Гайтани та репера Стаса Конкіна.
Впродовж року український музичний холдинг Lavina взяв активну участь у заходах проти музичного піратства в Україні.
Зокрема, до Міжнародного дня інтелектуальної власності, 24 квітня Едуард Клім, музичний продюсер та генеральний директор холдингу був нагороджений почесною грамотою Міністерства науки і освіти України.
В кінці травня гурт С.К.А.Й. виступив на Міжнародному Фестивалі у Польщі, в рамках заходів присвячених громадській акції «Бо я був чужинцем». З-поміж усіх українських рок колективів організатори фестивалю запросили саме С.К.А.Й. заспівати у Любліні.
Інтерес до гурту KAMON!!! перевершив усі сподівання. На початку осені епатажний колектив потрапив в 5-ку найкращих українських артистів, які змагалися за право стати «MTV Best Ukrainian Act» і представити нашу країну в Берліні на MTV EMA!

## Поточні артисти лейблу (Lavina Music)
| №  | Ім'я                   | Мова пісень                       | Жанр                      | Прибуток за ост. рік ($ млн) |
| 1  | Океан Ельзи            | українська, англійська            | рок                       | ? (2011)                     |
| 2  | Друга Ріка             | українська                        | рок                       | ? (2011)                     |
| 3  | С.К.А.Й.               | українська                        | поп-рок                   | ? (2011)                     |
| 4  | Скрябін                | українська (суржик)               | рок, поп                  | ? (2011)                     |
| 5  | Олег Скрипка           | українська                        | рок                       | ? (2011)                     |
| 6  | Мандри                 | українська                        | українська народна, фольк | ? (2011)                     |
| 7  | Росава                 | українська                        | нео-фолк, поп, поп-рок    | ? (2011)                     |
| 8  | Божичі                 | українська                        | українська народна, фольк | ? (2011)                     |
| 9  | Esthetic Education     | англійська                        | рок                       | ? (2011)                     |
| 10 | Gorchitza Live Project | англійська                        | поп                       | ? (2011)                     |
| 11 | Tomato Jaws            | англійська                        | електро                   | ? (2011)                     |
| 12 | Ляпіс Трубецкой        | білоруська, російська, англійська | рок                       | ? (2011)                     |
| 13 | GOUACHE                | українська, російська, англійська | поп-рок, бріт-поп, фанк   | ? (2011)                     |
| 14 | Ані Лорак              | українська, російська, англійська | поп                       | ? (2011)                     |
| 15 | Бумбокс                | українська, російська, англійська | хіп-хоп                   | ? (2011)                     |
| 16 | Віталій Козловський    | українська, російська             | поп                       | ? (2011)                     |
| 17 | Гайтана                | українська, російська             | поп, соул, джаз           | ? (2011)                     |
| 18 | Роман Полонський       | українська, російська             | поп                       | ? (2011)                     |
| 19 | Тіна Кароль            | українська, російська             | поп                       | ? (2011)                     |
| 20 | Петро Чорний           | українська, російська, романес    | циганський-фольк, поп     | ? (2011)                     |
| 21 | KAMON!!!               | російська                         | поп                       | ? (2011)                     |
| 22 | ar4і feat. Рожден      | російська                         | рок                       | ? (2011)                     |
| 23 | Альона Вінницька       | російська                         | поп                       | ? (2011)                     |
| 24 | Ассія Ахат             | російська                         | поп, класична             | ? (2011)                     |
| 25 | Грін Грей              | російська                         | трип-хоп, рок, фанк       | ? (2011)                     |
| 26 | Веремій                | українська                        | фолк-рок                  | ? (2014)                     |
| 27 | SOE                    | російська                         | поп                       | ? (2016)                     |
| 27 | Platina                | українська                        | рок                       | ? (2023)                     |
| 28 | D.Marsh                | українська                        | електро-рок               | ? (2019)                     |

## Поточні артисти лейблу (Lavina Digital)
| № | Ім'я    | Мова пісень | Жанр     | Прибуток за ост. рік ($ млн) |
| 1 | Веремій | українська  | фолк-рок | ? (2014)                     |